# Op de camping (Ome Henk)
Op de camping is de 4e single van Ome Henk uit 1995. Het liedje is een parodie op In the Navy van Village People uit 1979.
Het liedje gaat over Ome Henk, die samen met Jantje en meneer van Hooydonk naar de camping gaat. Op het begin vindt Ome Henk het leuk, maar later begint hij zich te ergeren. Hij wil naar huis maar de anderen blijven doorgaan.
Er bestaat geen videoclip van het liedje. Op YouTube is het liedje te beluisteren met plaatjes op de achtergrond.